# Neohaematopinus echinatus
Neohaematopinus echinatus – gatunek wszy z rodziny Polyplacidae. Powoduje wszawicę. Pasożytuje na gryzoniach z rodziny wiewiórkowatych takich jak: wiewiórka palmowa (Funambulus palmarum), Funambulus pennantii, Funambulus tristriatus.
Samica wielkości 1,94 mm, samiec mniejszy osiąga wielkość 1,52. U samców pierwszy segment anteny dłuższy niż u samic. Wszy te mają ciało silnie spłaszczone grzbietowo-brzusznie. Samica składa jaja zwane gnidami, które są mocowane specjalnym "cementem" u nasady włosa. Rozwój osobniczy trwa po wykluciu się z jaja około 14 dni. Występuje na terenie Azji w Indiach, Pakistanie i na Sri Lance.